# ويليام إرنست هاميلتون
ويليام إرنست هاميلتون هو سياسي كندي، ولد في 15 مارس 1902 بجيلف في كندا، وتوفي بنفس المكان في 8 يونيو 1985. حزبياً، نشط في حزب أونتاريو المحافظ التقدمي. وقد انتخب عضو برلمان مقاطعة أونتاريو.